# Sergei Zenjov
Sergei Zenjov (Pärnu, Estonia, 20 de abril de 1989) es un futbolista estonio. Su posición es la de delantero y su club es el FC Flora Tallin de la Meistriliiga de Estonia.

## Selección nacional

### Torneos internacionales
| Torneo                              | Categoría | Sede   | Resultado    | Partidos | Goles |
| ----------------------------------- | --------- | ------ | ------------ | -------- | ----- |
| Liga de Naciones de la UEFA 2018-19 | Absoluta  | Europa | Primera fase | 5        | 0     |
| Liga de Naciones de la UEFA 2020-21 | Absoluta  | Europa | Primera fase | 3        | 0     |
| Liga de Naciones de la UEFA 2022-23 | Absoluta  | Europa | Primera fase | 3        | 0     |

## Estadísticas

### Clubes
Actualizado al último partido jugado el 22 de octubre de 2022.
| JK Vaprus Pärnu Estonia | 1.ª           | 2006          | 17  | 8  | -  | - | -  | -  | 17  | 8   | 0,47 |
| JK Vaprus Pärnu Estonia | Total         | Total         | 17  | 8  | 0  | 0 | 0  | 0  | 17  | 8   | 0,47 |
| FC TVMK Tallinn Estonia | 1.ª           | 2006          | 12  | 3  | -  | - | 2  | 0  | 14  | 3   | 0,21 |
| FC TVMK Tallinn Estonia | 1.ª           | 2007          | 21  | 13 | -  | - | 2  | 0  | 23  | 13  | 0,57 |
| FC TVMK Tallinn Estonia | Total         | Total         | 33  | 16 | 0  | 0 | 4  | 0  | 37  | 16  | 0,43 |
| FK Karpaty Lviv · Ucrania | 1.ª           | 2007-08       | 11  | 0  | -  | - | -  | -  | 11  | 0   | 0,00 |
| FK Karpaty Lviv · Ucrania | 1.ª           | 2008-09       | 28  | 1  | 1  | 0 | -  | -  | 29  | 1   | 0,03 |
| FK Karpaty Lviv · Ucrania | 1.ª           | 2009-10       | 25  | 3  | 1  | 0 | -  | -  | 26  | 3   | 0,12 |
| FK Karpaty Lviv · Ucrania | 1.ª           | 2010-11       | 18  | 4  | -  | - | 10 | 2  | 28  | 6   | 0,21 |
| FK Karpaty Lviv · Ucrania | 1.ª           | 2011-12       | 17  | 1  | 2  | 1 | 3  | 1  | 22  | 3   | 0,14 |
| FK Karpaty Lviv · Ucrania | 1.ª           | 2012-13       | 10  | 3  | 1  | 1 | -  | -  | 11  | 4   | 0,36 |
| FK Karpaty Lviv · Ucrania | 1.ª           | 2013-14       | 28  | 9  | 2  | 0 | -  | -  | 30  | 9   | 0,30 |
| FK Karpaty Lviv · Ucrania | Total         | Total         | 137 | 21 | 7  | 2 | 13 | 3  | 157 | 26  | 0,17 |
| Blackpool FC Inglaterra | 2.ª           | 2014-15       | 8   | 0  | 1  | 0 | -  | -  | 9   | 0   | 0,00 |
| Blackpool FC Inglaterra | Total         | Total         | 8   | 0  | 1  | 0 | 0  | 0  | 9   | 0   | 0,00 |
| FC Torpedo Moscú · Rusia | 1.ª           | 2014-15       | 10  | 0  | -  | - | -  | -  | 10  | 0   | 0,00 |
| FC Torpedo Moscú · Rusia | Total         | Total         | 10  | 0  | 0  | 0 | 0  | 0  | 10  | 0   | 0,00 |
| FC Shakhter Karagandá · Kazajistán | 1.ª           | 2015-16       | 26  | 2  | -  | - | 14 | 3  | 40  | 5   | 0,13 |
| FC Shakhter Karagandá · Kazajistán | 1.ª           | 2016-17       | 21  | 6  | -  | - | 13 | 4  | 34  | 10  | 0,29 |
| FC Shakhter Karagandá · Kazajistán | Total         | Total         | 47  | 8  | 0  | 0 | 27 | 7  | 74  | 15  | 0,20 |
| Wisła Cracovia · Polonia | 1.ª           | 2017-18       | 27  | 3  | 1  | 0 | -  | -  | 28  | 3   | 0,11 |
| Wisła Cracovia · Polonia | 1.ª           | 2018-19       | 12  | 1  | 1  | 1 | -  | -  | 13  | 2   | 0,15 |
| Wisła Cracovia · Polonia | Total         | Total         | 39  | 4  | 2  | 1 | 0  | 0  | 41  | 5   | 0,13 |
| FK Qäbälä Azerbaiyán | 1.ª           | 2019          | 30  | 8  | -  | - | -  | -  | 30  | 8   | 0,27 |
| FK Qäbälä Azerbaiyán | 1.ª           | 2020          | 17  | 3  | -  | - | -  | -  | 17  | 3   | 0,18 |
| FK Qäbälä Azerbaiyán | Total         | Total         | 47  | 11 | 0  | 0 | 0  | 0  | 47  | 11  | 0,23 |
| FC Flora Tallin Estonia | 1.ª           | 2021          | 30  | 14 | 2  | 1 | 14 | 3  | 46  | 18  | 0.39 |
| FC Flora Tallin Estonia | 1.ª           | 2022          | 28  | 10 | 4  | 2 | 2  | 0  | 34  | 12  | 0.35 |
| FC Flora Tallin Estonia | Total         | Total         | 58  | 24 | 6  | 3 | 16 | 3  | 80  | 30  | 0.38 |
| Total carrera | Total carrera | Total carrera | 396 | 92 | 16 | 6 | 60 | 13 | 472 | 111 | 0.24 |
| (1) Incluye datos de Copa de Estonia y Supercopa de Estonia. (2) Incluye datos de Liga de Campeones de la UEFA y Liga Europa de la UEFA. (3) No incluye goles en partidos amistosos. |               |               |     |    |    |   |    |    |     |     |      |

### Selección nacional
Actualizado al último partido jugado el 23 de septiembre de 2022.
| Selección        | Año   | Eliminatorias | Eliminatorias | Eliminatorias | Continental | Continental | Continental | Mundial | Mundial | Mundial | Amistosos | Amistosos | Amistosos | Total | Total | Total  | Media goleadora |
| Selección        | Año   | Part.         | Goles         | Asist.        | Part.       | Goles       | Asist.      | Part.   | Goles   | Asist.  | Part.     | Goles     | Asist.    | Part. | Goles | Asist. | Media goleadora |
| ---------------- | ----- | ------------- | ------------- | ------------- | ----------- | ----------- | ----------- | ------- | ------- | ------- | --------- | --------- | --------- | ----- | ----- | ------ | --------------- |
| Absoluta Estonia |       |               |               |               |             |             |             |         |         |         |           |           |           |       |       |        |                 |
| 2008             | 2     | 1             | 0             | —             | —           | —           | —           | —       | —       | 1       | 0         | 0         | 3         | 1     | 0     | 0.33   |                 |
| 2009             | 4     | 1             | 0             | —             | —           | —           | —           | —       | —       | 2       | 0         | 0         | 6         | 1     | 0     | 0.17   |                 |
| 2010             | —     | —             | —             | 3             | 1           | 0           | —           | —       | —       | 1       | 0         | 0         | 4         | 1     | 0     | 0.25   |                 |
| 2011             | —     | —             | —             | 5             | 1           | 2           | —           | —       | —       | 1       | 0         | 0         | 6         | 1     | 2     | 0.17   |                 |
| 2013             | 6     | 0             | 1             | —             | —           | —           | —           | —       | —       | 5       | 2         | 1         | 11        | 2     | 2     | 0.18   |                 |
| 2014             | —     | —             | —             | 4             | 0           | 0           | —           | —       | —       | 4       | 0         | 0         | 8         | 0     | 0     | 0.00   |                 |
| 2015             | —     | —             | —             | 6             | 2           | 1           | —           | —       | —       | 2       | 0         | 0         | 8         | 2     | 1     | 0.25   |                 |
| 2016             | 3     | 0             | 0             | —             | —           | —           | —           | —       | —       | 3       | 1         | 0         | 6         | 1     | 0     | 0.17   |                 |
| 2017             | 6     | 1             | 0             | —             | —           | —           | —           | —       | —       | 4       | 2         | 1         | 10        | 3     | 1     | 0.30   |                 |
| 2018             | —     | —             | —             | 5             | 0           | 1           | —           | —       | —       | 5       | 0         | 1         | 10        | 0     | 2     | 0.00   |                 |
| 2019             | —     | —             | —             | 7             | 0           | 0           | —           | —       | —       | 3       | 0         | 0         | 10        | 0     | 0     | 0.00   |                 |
| 2020             | —     | —             | —             | 3             | 0           | 0           | —           | —       | —       | —       | —         | —         | 3         | 0     | 0     | 0.00   |                 |
| 2021             | 5     | 1             | 0             | —             | —           | —           | —           | —       | —       | 1       | 0         | 0         | 6         | 1     | 0     | 0.17   |                 |
| 2022             | —     | —             | —             | 5             | 0           | 0           | —           | —       | —       | 2       | 0         | 0         | 7         | 0     | 0     | 0.00   |                 |
| Total            | 26    | 4             | 1             | 38            | 4           | 4           | 0           | 0       | 0       | 34      | 5         | 3         | 98        | 13    | 8     | 0.13   |                 |
| Total            | Total | 26            | 4             | 1             | 38          | 4           | 4           | 0       | 0       | 0       | 34        | 5         | 3         | 98    | 13    | 8      | 0.13            |
| 1. 2.            |       |               |               |               |             |             |             |         |         |         |           |           |           |       |       |        |                 |

## Palmarés

### Títulos nacionales
| Título               | Club            | País    | Año  |
| -------------------- | --------------- | ------- | ---- |
| Supercopa de Estonia | FC Flora Tallin | Estonia | 2021 |
| Meistriliiga         | FC Flora Tallin | Estonia | 2022 |

### Distinciones individuales
| Distinción                            | Año  |
| ------------------------------------- | ---- |
| Goleador de la Copa Báltica (2 goles) | 2022 |